# Carrícola
Carrícola är en kommun i Spanien.   Den ligger i provinsen Província de València och regionen Valencia, i den östra delen av landet, 300 km sydost om huvudstaden Madrid. Arean är 4,6 kvadratkilometer.
Terrängen i Carrícola är platt norrut, men söderut är den kuperad.